# 특별한 저녁 생생오늘
《특별한 저녁 생생오늘》은 매주 월요일 ~ 수요일 저녁 6시 20분 대구MBC로 방송되는 텔레비전 프로그램이다.

## 기획 의도
- 대구 경북지역의 저녁시간 매거진 프로그램으로 지역소식, 이슈가 되는 지역인물, 먹거리 등을 다양하게 소개하고 아울러 계열사 제작물 중 지역 시청자들에게 알리면 좋을 소식들을 선별해 보여줌으로써 지역민의 정보욕구에 응한다.

## 진행자
- 지동춘, 윤윤선

## 역대 진행자
- 이동훈
- 김혜숙
- 이주연

| 대구MBC 월요일 ~ 수요일 프로그램 |                      |                              |
| 이전                             | 특별한 저녁 생생오늘 | 다음                         |
| MBC 이브닝 뉴스                  | 특별한 저녁 생생오늘 | MBC 일일연속극 빛나는 로맨스 |
| 오후 5시                         | 저녁 6시 20분        | 저녁 7시 15분                |
|                                  |                      |                              |